# Torre BCEAO
La Torre BCEAO (abreviada de Le Banque Centrale des Etates de L'Afrique de L'Ouest) es un edificio de oficinas de gran altura situado en Cotonú, Benín. Inaugurado en 1994, el edificio tiene 64 metros de altura, con 16 pisos, y es el edificio más alto de Benín. Sirve como sede de la filial en Benin del Banco Central de los Estados de África Occidental.
El edificio presenta símbolos culturales africanos tradicionales en sus fachadas, como las conchas de cauri, que actuaron como unidades monetarias en el pasado.